# علی بن هلال جزایری
شیخ علی بن هلال جزائری از علمای شیعه قرن نهم بود. گفته می‌شود در دوران خودش شیخ الاسلام و رئیس تشیع بوده است. استاد روایتش ابن فهد حلی اسدی است و احتمالاً استاد فقه او نیز بوده. وی از اساتید ابن ابی جمهور احسائی در فقه و منطق و کلام است.